# Øvre Eiker
Øvre Eiker è un comune norvegese della contea di Buskerud.